# District de Nainital

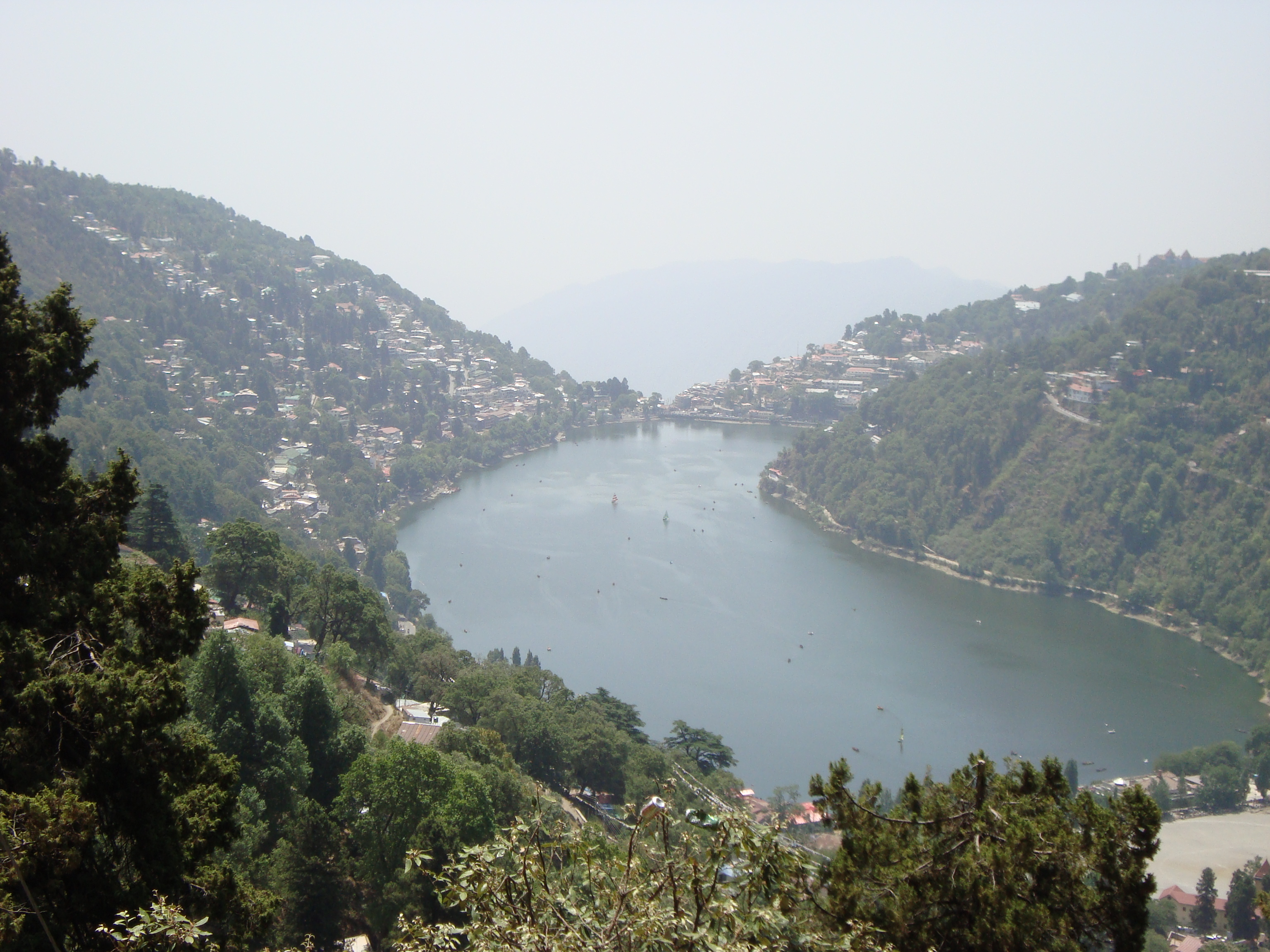
Nainital

Le district de Nainital (hindi : नैनीताल ज़िला) est un district de l'état d'Uttarakhand en Inde.

## Géographie
Sa population de 954 605 habitants (en 2011) pour une superficie de 4 251 km2.